# متزنيش
مَتُزنيُش أو (نقحرة: ماتوسينهوس) هي مدينة من مدن البرتغال. يبلغ عدد سكانها 175,478 نسمة وذلك حسب إحصائيات سنة 2011. تبلغ مساحتها 62.42 كم².

## توأمة
لمَتُزنيُش اتفاقيات توأمة مع:
- ميرينياك

## أعلام
- أندريه سيمواش
- ألفارو سيزا
- برونو مانويل رودريغيز سيلفا
- جاسينتو سانتوس
- أوجوستوا دومينغوس كويبيتو